# Tarek el-Telmissany
Tarek el-Telmissany (arabe : طارق التلمساني ; parfois crédité comme Tariq el Telemesani ou Tarek al Telmissany) est un directeur de la photographie, réalisateur et acteur égyptien, né au Caire le 22 avril 1950. Il est l'un des directeurs de la photographie les plus célèbres de l'Égypte et du Moyen-Orient. Il a travaillé comme directeur de photographie pour des films documentaires depuis les années 1980, et il est également directeur de photographie à l'Institut national du film égyptien depuis 1983. Tarek el-Telmissany a un style unique d'éclairage, qu'il a appris de ses professeurs au VGIK, l'Institut national de la cinématographie S.A. Guerassimov en Russie. 

## Enfance et éducation
Tarek el-Telmissany est né au Caire, dans une grande famille d'artistes. Ses oncles, Kamel el-Telmissany et Abdel-Kader Telmissany, étaient chacun des réalisateurs pionniers du cinéma égyptien, l'un reconnu pour avoir perfectionné le réalisme en Égypte, l'autre pour avoir innové dans le cinéma documentaire. Son père, Hassan Telmissany, était un directeur de la photographie employé par le département cinématographique de la compagnie Shell, produisant des films sur les aspects culturels, économiques et sociaux de la vie égyptienne. Shell a envoyé Hassan pour se former à Londres et, plus tard, lorsque le département s'est fermé, Hassan est devenu un documentariste indépendant, produisant près de 20 films avec son frère Abdel-Kader Telmissany. Mais ce fut la mère de Tarek el-Telmissany, une femme au foyer, qui lui a d'abord ouvert les yeux sur le monde du cinéma et de la production cinématographique. Elle l'accompagnait au cinéma Metro pour regarder des films pour enfants et, lorsqu'il avait neuf ans, elle l'a emmené au studio Nasbian à Al-Dhaher - à présent devenu un magasin de légumes marinés - où son oncle (Kamel) tournait son dernier film, El-Nas elli Taht (Les gens d'en-bas), avec Youssef Wahbi et Mary Munib.
En 1973, après avoir reçu son diplôme de la Faculté des Langues (Alsun) à l'Université d'Ain Shams au Caire, el-Telmissany reçoit une bourse pour étudier la culture et la langue russe en Union soviétique. À l'époque, il avait aussi été accepté à la National Film School, à Londres. Mais son père lui a dit: "Si tu veux apprendre l'art va à Moscou, si tu veux devenir un caméraman professionnel va à Londres. Puis tu pourras toujours continuer ta formation avec moi." Il obtient sa maîtrise en photographie cinématographique du VGIK à Moscou en 1981. 

## Carrière
En 1983, il commence sa carrière de directeur de la photographie avec le long-métrage Kharaga wa lam Ya'od (Il est sorti sans retourner), du célèbre réalisateur Mohamed Khan. Depuis, Tarek el-Telmissany a participé à plus de cinquante longs-métrages, en plus d'être réalisateur et directeur de la photographie dans plus de 40 films documentaires et 100 annonces publicitaires. Il n'a réalisé qu'un seul long-métrage, intitulé Dahk wa-Le'ab wa-Gad wa-Hob (Rire et jeu et sérieux et amour), en 1993. Son look européen lui a également valu plusieurs rôles comme acteur dans des télé-séries et des films.
Tarek el-Telmissany a un style d'éclairage unique, acquis de ses professeurs en Russie. "Vous ne captez pas une image, vous l'écrivez. Touchez le celluloïd comme si vous caressiez la femme que vous désirez le plus. Regardez à travers la lentille comme si c'était la dernière fois que vous voyiez son corps ; éclairez-le comme si c'était la seule manière de l'embrasser." C'est là, selon el-Telmissany, ce qu'il lui enseigné à l'école de cinéma.
Il a reçu plusieurs prix pour meilleur directeur de la photographie en Égypte et à l'étranger, dans des festivals comme le Festival Internation du Film du Caire, le Festival M-Net en Afrique du Sud, le Festival des Pays Méditerranéens, ainsi que plusieurs autres festivals au Maroc, en Algérie, en France, et ailleurs.

## Vie personnelle
Alors qu'il étudiait en Russie, Tarek el-Telmissany s'est marié en 1979 à Galina Noskova. Il a d'elle deux enfants, Abeer et Taymoor,  tous deux ingénieurs. Il est également grand-père de deux enfants, Youssef et Adam.

## Sources
- (en) Cet article est partiellement ou en totalité issu de l’article de Wikipédia en anglais intitulé « Tarek El-Telmissany » (voir la liste des auteurs).